# Nine (Film)
Nine ist ein US-amerikanischer Liebesfilm des Regisseurs Rob Marshall aus dem Jahr 2009 und beruht auf dem gleichnamigen Musical von 1982, das sich an Fellinis autobiographischen Film 8½ anlehnt. Die Hauptrollen spielen Daniel Day-Lewis, Marion Cotillard, Sophia Loren und Nicole Kidman.
Nine lief am 25. Februar 2010 in den deutschen Kinos an, wurde aber schon vor diesem Kinostart in einer Galavorstellung zum 60. Berlinale-Jubiläum im Friedrichstadtpalast aufgeführt.

## Handlung
Erfolgsregisseur Guido Contini hat gerade unter großer Aufmerksamkeit der Presse mit seinem Produzenten einen Vertrag über seinen neuesten Film unterschrieben und beginnt mit den Vorarbeiten zum Film wie Casting, Kostümdesign und Ideen zum Set, obwohl er noch nicht die leiseste Idee hat, worum es in seinem Film überhaupt gehen soll – geschweige denn ein Drehbuch. Contini erlebt mit 50 Jahren seine Midlife-Crisis. Er fühlt seine Kreativität schwinden, und auch in seinem Liebesleben gibt es Probleme. Er versucht, die Balance zwischen den vielen Frauen in seinem Leben zu finden: seiner Ehefrau Luisa, seiner Geliebten Carla, seiner Muse Claudia, der Journalistin Stephanie, der Kostümbildnerin Lili und seiner Mutter.

## Entstehung
Mitte 2007 kündigte Regisseur Rob Marshall an, eine filmische Adaption des Musical-Hits Nine mit Beihilfe der Weinstein Company zu drehen. Marshall führte schon bei Chicago Regie, ebenfalls eine „Weinstein“-Produktion.
Im Dezember 2009 vergab der Film Inhalte an die amerikanischen Daily Soaps One Life to Live und General Hospital zu Werbezwecken. Anhänger des Films sahen den Trailer auf einer YouTube-artigen Website und sie waren begeistert.

## Besetzung
Die Castings für Nine begannen im August 2008. Ursprünglich war Javier Bardem die erste Wahl für die Rolle „Guido Contini“. Als er jedoch wegen großer Erschöpfung absagte, wurde Daniel Day-Lewis engagiert.
Für die Rolle der „Claudia Jenssen“ war zunächst Catherine Zeta-Jones ausgewählt worden. Sie sagte jedoch auch ab, da sie Erweiterungen am Drehbuch forderte. Von Regisseur Marshall wurden drei Schauspielerinnen in die nähere Auswahl genommen: Amy Adams, Gwyneth Paltrow und Anne Hathaway. Schließlich sagte keine der drei zu, bis Nicole Kidman anfragte.
Die Rolle der „Carla Albanese“ sollte eigentlich Renée Zellweger spielen, sie wurde jedoch von Penélope Cruz übernommen.
Zuerst fragte Katie Holmes für die Rolle der „Luisa Contini“ an, Regisseur Marshall fand aber, dass Holmes nicht die passende Wahl für diese Rolle war und besetzte Marion Cotillard als „Luisa“.
Für die Rolle der Journalistin „Stephanie“ wurden Anne Hathaway und Sienna Miller gecastet, den Zuschlag erhielt aber Kate Hudson.

## Dreharbeiten
Nine wurde vom 10. Oktober 2008 bis zum 30. Januar 2009 gedreht. Als Drehorte wurden London, Mailand, Rom und East Sussex gewählt.

## Produktions- und Verleihfirmen
Der Film wurde von der Weinstein Company, Lucamar Productions und Relativity Media produziert. Der amerikanische Filmverleih ist ebenfalls die „Weinstein Company“.

## Budget
Nine kostete ca. 80 Millionen US-Dollar.

## Wissenswertes und Hintergründe
- Die Pre-Produktion musste wegen eines Streiks der Drehbuchautoren verschoben werden.[4]
- Nicole Kidman begann mit den Dreharbeiten nur vier Wochen nach der Geburt ihrer Tochter.[4]
- Kate Hudson erklärte in einem Interview mit Oprah Winfrey, dass es rund sechs Wochen brauchte, um ihre Vorstellung „Cinema Italiano“ zu proben und nur zwei Tage, um das Stück zu filmen.[4]
- Alle Lieder der Hauptdarsteller werden lt. Abspann von ihnen selbst gesungen.

## Rezeption
Der Rolling Stone schreibt, dass Nine ein „heißblütiger“ Mix „voller Gesang, Tanz, Bewegung und schwelender Sexualität“ sei. Die Zeitschrift kritisierte jedoch den Schnitt bei den Musikvideos. „Wer seinen (Rob Marshall) Musikvideo-Schnitt schon bei Chicago gehasst hat, wird ihn auch hier hassen.“ Das Drehbuch von Michael Tolkin und Anthony Minghella sei aber „ungemein witzig“.
In den New York Times ist zu lesen, dass der Film durch seine Anstrengungen zur Förderung der künstlerischen Raserei in „vulgäres Chaos“ steige. Zudem singe Kate Hudson eine „peinliche Hymne an die ‚Cinema Italiano‘.“ Dem Film fehle die „psychologische Dimension“. Hauptdarsteller Daniel Day-Lewis wirke „nicht wirklich sehr italienisch“. Nine biete „keine echte Wärme“.
Moviepilot schreibt, dass Nine „ein glatter Glamourfilm, ohne Herz, Hirn und – was schlimmer ist – ohne gute Songs“ sei. Die Besetzung bemühe sich zwar, „aber es will sich nie ein echtes Gefühl von Italien einstellen.“ Rob Marshalls Tanznummern würden wie bei Chicago in Fragmente zersplittern, „die sich nie zu einem beeindruckenden oder schwungvollen Ganzen zusammenfügen wollen“.

„Die artistischen Choreografien, die hinreißenden Darsteller und die prachtvolle Ausstattung von ‚Nine‘, die Erinnerungen an Fellini-Filme wie ‚Das süße Leben‘ heraufbeschwört – auf den ersten Blick erscheint alles perfekt. Doch irgendetwas fehlt. Mit Leib und Seele haben sich die Schauspieler und ihr Regisseur in die Arbeit gestürzt und dabei das Wichtigste vergessen: die Herzen der Zuschauer zu berühren. Fazit: Schillernde Musicalverfilmung, die unter ihrer allzu glatten Oberfläche einen Mangel an wahren Gefühlen offenbart.“

## Auszeichnungen

### Academy Awards 2010

#### Nominierungen
- Oscar: Beste Nebendarstellerin (Penélope Cruz)
- Oscar: Bestes Kostümdesign
- Oscar: Bestes Szenenbild
- Oscar: Bester Song („Take It All“)

### Broadcast Film Critics Association Awards 2010

#### Nominierungen
- BFCA-Award: Bestes Schauspielensemble
- BFCA-Award: Bester Film
- BFCA-Award: Beste Kostüme
- BFCA-Award: Bestes Make-up
- BFCA-Award: Bester Ton
- BFCA-Award: Bestes Lied („Cinema Italiano“)
- BFCA-Award: Beste Kamera
- BFCA-Award: Beste Nebendarstellerin (Marion Cotillard)

### Golden Globe Awards 2010

#### Nominierungen
- Golden Globe: Bester Film – Komödie/Musical
- Golden Globe: Bester Song („Cinema Italiano“ von Maury Yeston)
- Golden Globe: Bester Hauptdarsteller – Komödie/Musical (Daniel Day-Lewis)
- Golden Globe: Beste Hauptdarstellerin – Komödie/Musical (Marion Cotillard)
- Golden Globe: Beste Nebendarstellerin (Penélope Cruz)

### Satellite Awards 2009

#### Nominierungen
- Satellite Award: Bester Hauptdarsteller – Komödie/Musical (Daniel Day-Lewis)
- Satellite Award: Beste Hauptdarstellerin – Komödie/Musical (Marion Cotillard)
- Satellite Award: Beste Kamera (Dion Beebe)
- Satellite Award: Bestes Kostümdesign
- Satellite Award: Beste Regie (Rob Marshall)
- Satellite Award: Bester Schnitt (Claire Simpson)
- Satellite Award: Bester Film – Komödie/Musical
- Satellite Award: Bester Ton
- Satellite Award: Beste Nebendarstellerin (Penélope Cruz)

### Screen Actors Guild Awards 2010

#### Nominierungen
- SAG-Award: Bestes Schauspielensemble
- SAG-Award: Beste Nebendarstellerin (Penélope Cruz)